# Rosulje (gmina Bugojno)
Rosulje – wieś w Bośni i Hercegowinie, w Federacji Bośni i Hercegowiny, w kantonie środkowobośniackim, w gminie Bugojno. W 2013 roku liczyła 143 mieszkańców, z czego większość stanowili Chorwaci.